# Jorge Fernandes (judoka)
Jorge Fernandes (3 de febrero de 1990) es un deportista portugués que compite en judo. En los Juegos Europeos de Minsk 2019 consiguió una medalla de plata en la prueba de equipo mixto.

## Palmarés internacional
| Juegos Europeos | Juegos Europeos     | Juegos Europeos  | Juegos Europeos |
| Año             | Lugar               | Medalla          | Categoría       |
| --------------- | ------------------- | ---------------- | --------------- |
| 2019            | Minsk (Bielorrusia) | Medalla de plata | Equipo mixto    |